# Indothemis limbata
Indothemis limbata – gatunek ważki z rodziny ważkowatych (Libellulidae).